# Giro di Polonia 2010
Il Giro di Polonia 2010, sessantasettesima edizione della corsa, valevole come diciannovesima prova del calendario mondiale UCI 2010, si svolse in sette tappe dal 1º al 7 agosto 2010 per un percorso totale di 1 256,5 km. Fu vinto dall'irlandese Daniel Martin, che terminò la corsa in 30h38'48".

## Tappe
| Tappa  | Data      | Percorso                           | km      | Vincitore di tappa | Leader cl. generale |
| ------ | --------- | ---------------------------------- | ------- | ------------------ | ------------------- |
| 1ª     | 1º agosto | Sochaczew > Varsavia               | 175,1   | Jacopo Guarnieri   | Jacopo Guarnieri    |
| 2ª     | 2 agosto  | Rawa Mazowiecka > Dąbrowa Górnicza | 240     | André Greipel      | Allan Davis         |
| 3ª     | 3 agosto  | Sosnowiec > Katowice               | 122,1   | Jaŭhen Hutarovič   | Allan Davis         |
| 4ª     | 4 agosto  | Tychy > Cieszyn                    | 177,9   | Mirco Lorenzetto   | Mirco Lorenzetto    |
| 5ª     | 5 agosto  | Jastrzębie-Zdrój > Ustroń          | 149     | Daniel Martin      | Daniel Martin       |
| 6ª     | 6 agosto  | Oświęcim > Bukowina Tatrzańska     | 228,5   | Bauke Mollema      | Daniel Martin       |
| 7ª     | 7 agosto  | Nowy Targ > Cracovia               | 163,9   | André Greipel      | Daniel Martin       |
| Totale | Totale    | Totale                             | 1 256,5 |                    |                     |

## Squadre e corridori partecipanti
| N.      | Cod. | Squadra             |
| ------- | ---- | ------------------- |
| 1-8     | BMC  | BMC Racing Team     |
| 11-18   | LAM  | Lampre-Farnese Vini |
| 21-28   | LIQ  | Liquigas-Doimo      |
| 31-38   | KAT  | Team Katusha        |
| 41-48   | THR  | Team HTC-Columbia   |
| 51-58   | RAB  | Rabobank            |
| 61-68   | QST  | Quick Step          |
| 71-78   | GRM  | Garmin-Transitions  |
| 81-88   | OLO  | Omega Pharma-Lotto  |
| 91-98   | SAX  | Team Saxo Bank      |
| 101-108 | ALM  | AG2R La Mondiale    |
| 111-118 | MRM  | Team Milram         |

| N.      | Cod. | Squadra                       |
| ------- | ---- | ----------------------------- |
| 121-128 | SKY  | Sky Professional Cycling Team |
| 131-138 | EUS  | Euskaltel-Euskadi             |
| 141-148 | FOT  | Footon-Servetto               |
| 151-158 | FDJ  | FDJ                           |
| 161-168 | RSH  | Team RadioShack               |
| 171-178 | AST  | Astana                        |
| 181-188 | GCE  | Caisse d'Epargne              |
| 191-198 | VAC  | Vacansoleil Pro Cycling Team  |
| 201-208 | CTT  | Cervélo TestTeam              |
| 211-218 | SKS  | Skil-Shimano                  |
| 221-228 | POL  | Polska-BGŻ                    |

## Dettagli delle tappe

### 1ª tappa
- 1º agosto: Sochaczew > Varsavia – 175,1 km

Risultati
| Pos. | Corridore        | Squadra        | Tempo    |
| ---- | ---------------- | -------------- | -------- |
| 1    | Jacopo Guarnieri | Liquigas-Doimo | 4h05'32" |
| 2    | Aitor Galdós     | Euskaltel      | s.t.     |
| 3    | Allan Davis      | Astana         | s.t.     |

| Pos. | Corridore        | Squadra        | Tempo    |
| ---- | ---------------- | -------------- | -------- |
| 1    | Jacopo Guarnieri | Liquigas-Doimo | 4h05'22" |
| 2    | Aitor Galdós     | Euskaltel      | a 4"     |
| 3    | Allan Davis      | Astana         | a 6"     |

### 2ª tappa
- 2 agosto: Rawa Mazowiecka > Dąbrowa Górnicza – 240 km

Risultati
| Pos. | Corridore       | Squadra      | Tempo    |
| ---- | --------------- | ------------ | -------- |
| 1    | André Greipel   | HTC-Columbia | 6h02'52" |
| 2    | Allan Davis     | Astana       | s.t.     |
| 3    | Wouter Weylandt | Quick Step   | s.t.     |

| Pos. | Corridore        | Squadra        | Tempo     |
| ---- | ---------------- | -------------- | --------- |
| 1    | Allan Davis      | Astana         | 10h08'14" |
| 2    | Jacopo Guarnieri | Liquigas-Doimo | s.t.      |
| 3    | André Greipel    | HTC-Columbia   | s.t.      |

### 3ª tappa
- 3 agosto: Sosnowiec > Katowice – 122,1 km

Risultati
| Pos. | Corridore             | Squadra   | Tempo    |
| ---- | --------------------- | --------- | -------- |
| 1    | Jaŭhen Hutarovič      | FDJ       | 2h45'04" |
| 2    | Lucas Sebastián Haedo | Saxo Bank | s.t.     |
| 3    | Allan Davis           | Astana    | s.t.     |

| Pos. | Corridore        | Squadra        | Tempo     |
| ---- | ---------------- | -------------- | --------- |
| 1    | Allan Davis      | Astana         | 12h53'14" |
| 2    | Jacopo Guarnieri | Liquigas-Doimo | a 3"      |
| 3    | André Greipel    | HTC-Columbia   | a 4"      |

### 4ª tappa
- 4 agosto: Tychy > Cieszyn – 177,9 km

Risultati
| Pos. | Corridore         | Squadra | Tempo    |
| ---- | ----------------- | ------- | -------- |
| 1    | Mirco Lorenzetto  | Lampre  | 4h07'36" |
| 2    | Grega Bole        | Lampre  | s.t.     |
| 3    | Alessandro Ballan | BMC     | s.t.     |

| Pos. | Corridore         | Squadra | Tempo     |
| ---- | ----------------- | ------- | --------- |
| 1    | Mirco Lorenzetto  | Lampre  | 17h00'51" |
| 2    | Grega Bole        | Lampre  | a 7"      |
| 3    | Alessandro Ballan | BMC     | a 8"      |

### 5ª tappa
- 5 agosto: Jastrzębie-Zdrój > Ustroń – 149 km

Risultati
| Pos. | Corridore       | Squadra        | Tempo    |
| ---- | --------------- | -------------- | -------- |
| 1    | Daniel Martin   | Garmin         | 3h51'13" |
| 2    | Grega Bole      | Lampre         | a 20"    |
| 3    | Sylwester Szmyd | Liquigas-Doimo | s.t.     |

| Pos. | Corridore         | Squadra | Tempo     |
| ---- | ----------------- | ------- | --------- |
| 1    | Daniel Martin     | Garmin  | 20h52'11" |
| 2    | Grega Bole        | Lampre  | a 14"     |
| 3    | Alessandro Ballan | BMC     | a 21"     |

### 6ª tappa
- 6 agosto: Oświęcim > Terma Bukowina Tatrzańska – 228,5 km

Risultati
| Pos. | Corridore        | Squadra      | Tempo    |
| ---- | ---------------- | ------------ | -------- |
| 1    | Bauke Mollema    | Rabobank     | 5h54'30" |
| 2    | Michael Albasini | HTC-Columbia | a 7"     |
| 3    | Grega Bole       | Lampre       | s.t.     |

| Pos. | Corridore     | Squadra  | Tempo     |
| ---- | ------------- | -------- | --------- |
| 1    | Daniel Martin | Garmin   | 26h46'50" |
| 2    | Grega Bole    | Lampre   | a 8"      |
| 3    | Bauke Mollema | Rabobank | a 10"     |

### 7ª tappa
- 7 agosto: Nowy Targ > Cracovia – 163,9 km

Risultati
| Pos. | Corridore        | Squadra      | Tempo    |
| ---- | ---------------- | ------------ | -------- |
| 1    | André Greipel    | HTC-Columbia | 3h51'58" |
| 2    | Jaŭhen Hutarovič | FDJ          | s.t.     |
| 3    | Robert Förster   | Team Milram  | s.t.     |

| Pos. | Corridore     | Squadra  | Tempo     |
| ---- | ------------- | -------- | --------- |
| 1    | Daniel Martin | Garmin   | 30h38'48" |
| 2    | Grega Bole    | Lampre   | a 8"      |
| 3    | Bauke Mollema | Rabobank | a 10"     |

## Evoluzione delle classifiche
| Tappa              | Vincitore          | Classifica generale | Classifica scalatori | Classifica a punti | Classifica sprint |
| ------------------ | ------------------ | ------------------- | -------------------- | ------------------ | ----------------- |
| 1ª                 | Jacopo Guarnieri   | Jacopo Guarnieri    | Łukasz Bodnar        | Jacopo Guarnieri   | Błażej Janiaczyk  |
| 2ª                 | André Greipel      | Allan Davis         | Marcin Sapa          | Allan Davis        | Błażej Janiaczyk  |
| 3ª                 | Jaŭhen Hutarovič   | Allan Davis         | Dominique Rollin     | Allan Davis        | Błażej Janiaczyk  |
| 4ª                 | Mirco Lorenzetto   | Mirco Lorenzetto    | Johnny Hoogerland    | Allan Davis        | Błażej Janiaczyk  |
| 5ª                 | Daniel Martin      | Daniel Martin       | Johnny Hoogerland    | Allan Davis        | Błażej Janiaczyk  |
| 6ª                 | Bauke Mollema      | Daniel Martin       | Johnny Hoogerland    | Grega Bole         | Johnny Hoogerland |
| 7ª                 | André Greipel      | Daniel Martin       | Johnny Hoogerland    | Allan Davis        | Johnny Hoogerland |
| Classifiche finali | Classifiche finali | Daniel Martin       | Johnny Hoogerland    | Allan Davis        | Johnny Hoogerland |

## Classifiche finali

### Classifica generale
| Pos. | Corridore         | Squadra        | Tempo     |
| ---- | ----------------- | -------------- | --------- |
| 1    | Daniel Martin     | Garmin         | 30h38'48" |
| 2    | Grega Bole        | Lampre         | a 8"      |
| 3    | Bauke Mollema     | Rabobank       | a 10"     |
| 4    | Michael Albasini  | HTC-Columbia   | a 20"     |
| 5    | Alessandro Ballan | BMC            | a 21"     |
| 6    | Sylwester Szmyd   | Liquigas-Doimo | a 26"     |
| 7    | Marek Rutkiewicz  | Polska-BGŻ     | a 30"     |
| 8    | Diego Ulissi      | Lampre         | s.t.      |
| 9    | Tom Danielson     | Garmin         | a 33"     |
| 10   | Tiago Machado     | RadioShack     | a 41"     |

### Classifica scalatori
| Pos. | Corridore         | Squadra     | Punti |
| ---- | ----------------- | ----------- | ----- |
| 1    | Johnny Hoogerland | Vacansoleil | 88    |
| 2    | Borut Božič       | Vacansoleil | 32    |
| 3    | Marek Rutkiewicz  | Polska-BGŻ  | 28    |
| 4    | Marcin Sapa       | Lampre      | 26    |
| 5    | Ben Swift         | Sky         | 22    |

### Classifica a punti
| Pos. | Corridore          | Squadra    | Punti |
| ---- | ------------------ | ---------- | ----- |
| 1    | Allan Davis        | Astana     | 67    |
| 2    | Wouter Weylandt    | Quick Step | 61    |
| 3    | Grega Bole         | Lampre     | 56    |
| 4    | Alexander Kristoff | BMC        | 53    |
| 5    | Jaŭhen Hutarovič   | FDJ        | 51    |

### Classifica sprint intermedi
| Pos. | Corridore         | Squadra      | Punti |
| ---- | ----------------- | ------------ | ----- |
| 1    | Johnny Hoogerland | Vacansoleil  | 11    |
| 2    | Marcin Sapa       | Lampre       | 7     |
| 3    | Błażej Janiaczyk  | Polska-BGŻ   | 6     |
| 4    | Pablo Lastras     | C. d'Epargne | 5     |
| 5    | Ángel Madrazo     | C. d'Epargne | 5     |

## Punteggi UCI
| Pos.                  | Corridore          | Squadra        | Punti |
| --------------------- | ------------------ | -------------- | ----- |
| 1                     | Daniel Martin      | Garmin         | 106   |
| 2                     | Grega Bole         | Lampre         | 90    |
| 3                     | Bauke Mollema      | Rabobank       | 76    |
| 4                     | Michael Albasini   | HTC-Columbia   | 64    |
| 5                     | Alessandro Ballan  | BMC            | 52    |
| 6                     | Sylwester Szmyd    | Liquigas-Doimo | 42    |
| 7                     | Marek Rutkiewicz   | Polska-BGŻ     | 30    |
| 8                     | Diego Ulissi       | Lampre         | 21    |
| 9                     | André Greipel      | HTC-Columbia   | 12    |
| 10                    | Tom Danielson      | Garmin         | 10    |
| Jaŭhen Hutarovič      | FDJ                | 10             |       |
| 12                    | Allan Davis        | Astana         | 8     |
| 13                    | Jacopo Guarnieri   | Liquigas-Doimo | 6     |
| Mirco Lorenzetto      | Lampre             | 6              |       |
| 15                    | Tiago Machado      | RadioShack     | 5     |
| 16                    | Aitor Galdós       | Euskaltel      | 4     |
| Lucas Sebastián Haedo | Saxo Bank          | 4              |       |
| 18                    | Wouter Weylandt    | Quick Step     | 3     |
| 19                    | Mauro Santambrogio | BMC            | 2     |
| Robert Förster        | Team Milram        | 2              |       |
| 21                    | Sébastien Chavanel | FDJ            | 1     |
| Jarosław Marycz       | Saxo Bank          | 1              |       |
| Chris Sutton          | Sky                | 1              |       |
| Borut Božič           | Vacansoleil        | 1              |       |
| Tom Veelers           | Skil-Shimano       | 1              |       |
| Kenny De Haes         | Omega Pharma       | 1              |       |
| Simon Geschke         | Skil-Shimano       | 1              |       |
| Sergej Lagutin        | Vacansoleil        | 1              |       |
| Daniele Bennati       | Liquigas-Doimo     | 1              |       |

| Pos.                         | Squadra                       | Punti |
| ---------------------------- | ----------------------------- | ----- |
| 1                            | Lampre-Farnese Vini           | 117   |
| 2                            | Garmin-Transitions            | 116   |
| 3                            | Rabobank                      | 76    |
| Team HTC-Columbia            | 76                            |       |
| 5                            | BMC Racing Team               | 54    |
| 6                            | Liquigas-Doimo                | 49    |
| 7                            | Polska-BGŻ                    | 30    |
| 8                            | FDJ                           | 11    |
| 9                            | Astana                        | 8     |
| 10                           | Team RadioShack               | 5     |
| Team Saxo Bank               | 5                             |       |
| 12                           | Euskaltel-Euskadi             | 4     |
| 13                           | Quick Step                    | 3     |
| 14                           | Team Milram                   | 2     |
| Vacansoleil Pro Cycling Team | 2                             |       |
| Skil-Shimano                 | 2                             |       |
| 17                           | Sky Professional Cycling Team | 1     |
| Omega Pharma-Lotto           | 1                             |       |

| Pos.        | Squadra     | Punti |
| ----------- | ----------- | ----- |
| 1           | Irlanda     | 106   |
| 2           | Slovenia    | 91    |
| 3           | Italia      | 87    |
| 4           | Paesi Bassi | 77    |
| 5           | Polonia     | 73    |
| 6           | Svizzera    | 64    |
| 7           | Germania    | 15    |
| 8           | Stati Uniti | 10    |
| Bielorussia | 10          |       |
| 10          | Australia   | 9     |
| 11          | Portogallo  | 5     |
| 12          | Spagna      | 4     |
| Argentina   | 4           |       |
| Belgio      | 4           |       |
| 15          | Francia     | 1     |
| Uzbekistan  | 1           |       |